# Torre de la Polvorera
La Torre de la Polvorera (en italià: Torre della Polveriera) és una torre de defensa situada als baluards dedicats a l'explorador Antonio Pigafetta, a la ciutat de l'Alguer, a l'illa de Sardenya. De forma cilíndrica, construïda a mitjans del segle xviii, durant el mandat dels Savoia, s'utilitzava com a arsenal per armes i pólvora, en la defensa contra els atacs des del mar.